# Zenith Carburettor Company

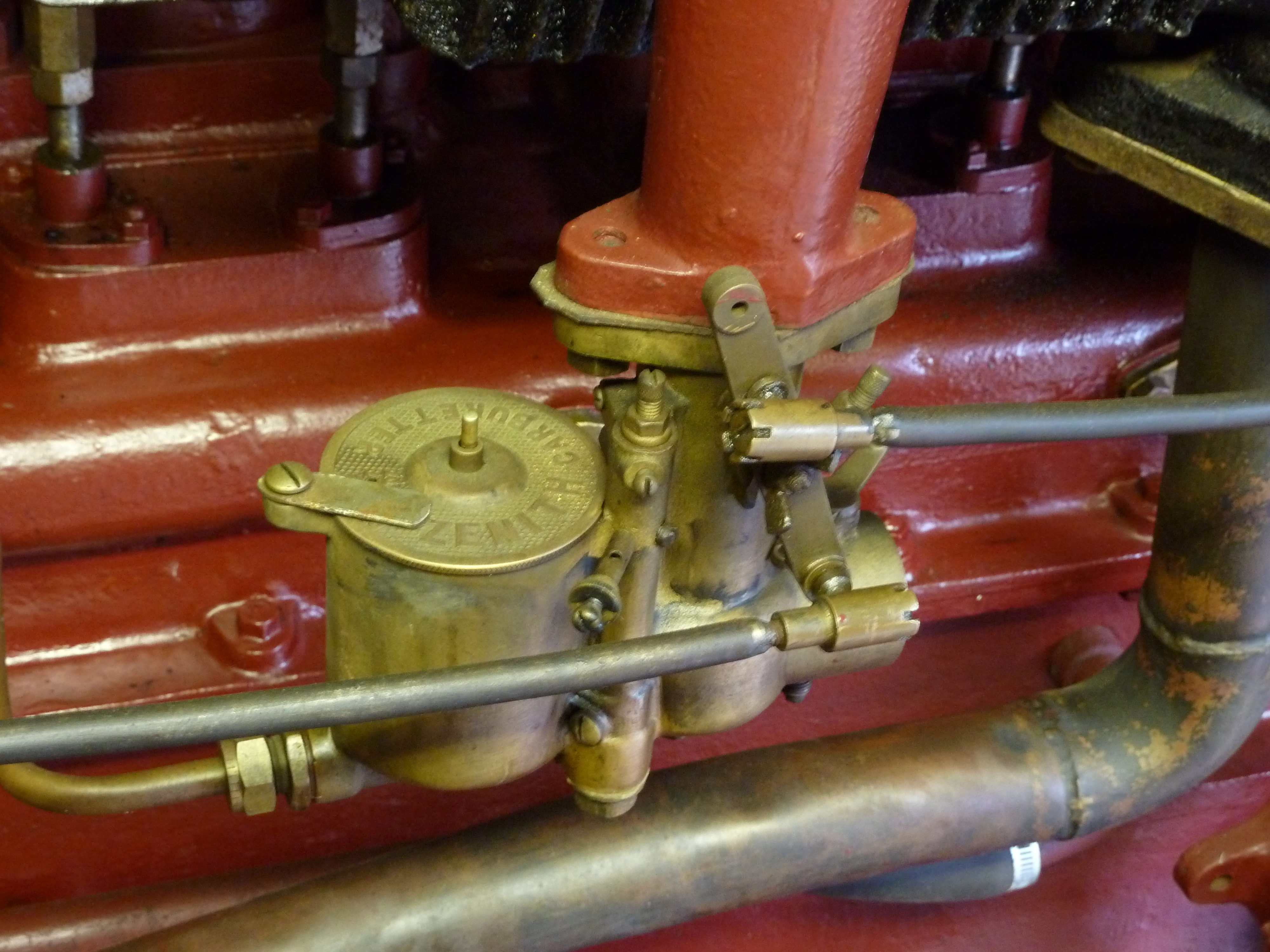
Carburateur en laiton Zenith semi-ascendant, 1925.

La Zenith Carburetter Company Limited était une entreprise britannique fondée en 1910 qui fabriquait des carburateurs à Stanmore Middlesex. En 1965, Zenith s'associa à son principal rival d'avant-guerre, Solex. Au fil du temps, la marque Zenith est tombée en désuétude. Les droits sur les dessins Zenith étaient la propriété de Solex UK (une filiale de Solex en France).
Bien que connu pour ses ultimes produits, Zenith a produit des carburateurs en équipement standard sur certaines automobiles très anciennes de l'ère du laiton, y compris la Scripps-Booth.

## Produits
Les produits les plus connus de Zenith étaient les carburateurs Zenith-Stromberg :
- 1965 à 1967, Humber Super Snipe Series Va/Vb, Humber Imperial ;
- 1967-1975, Jaguar type E, Saab 99S, 90s et dernières 900S ;
- 1969-1972, Volvo 140s et 164S ;
- 1966-1979, Hillman Minx, Hunter (Arrow) ;
- 1966-1970, Singer Gazelle / Vogue (Arrow) ;
- 1967-1975, Sunbeam Alpine, Rapier Fastback (Arrow) ;
- 1970-1981, Hillman / Chrysler / Talbot / Sunbeam Avenger / Plymouth Cricket ;
- 1960 et 1970, Triumph.

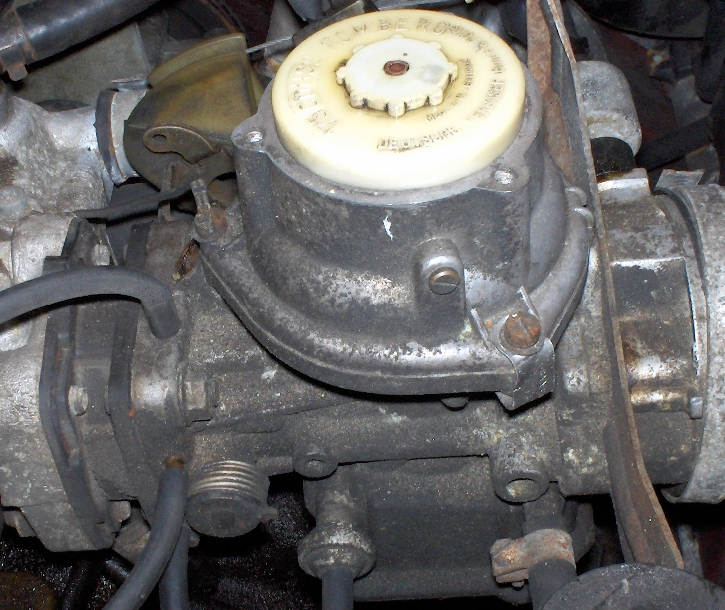
Carburateur allemand Pierburg (Stromberg) dans une Saab 90.

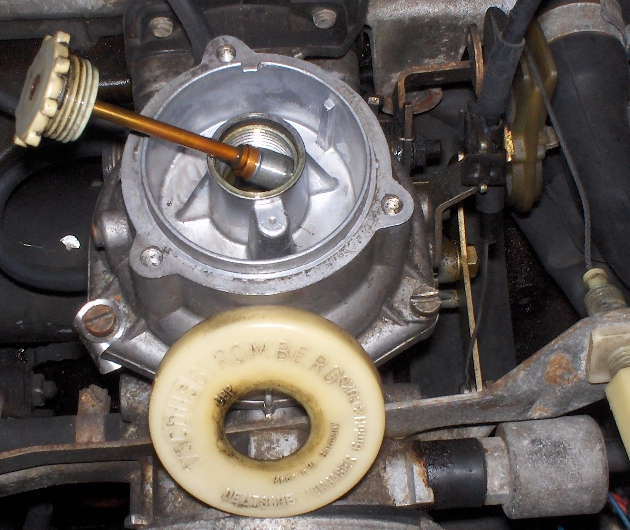
Dashpot de carburateur allemand non britannique Pierburg (Stromberg).

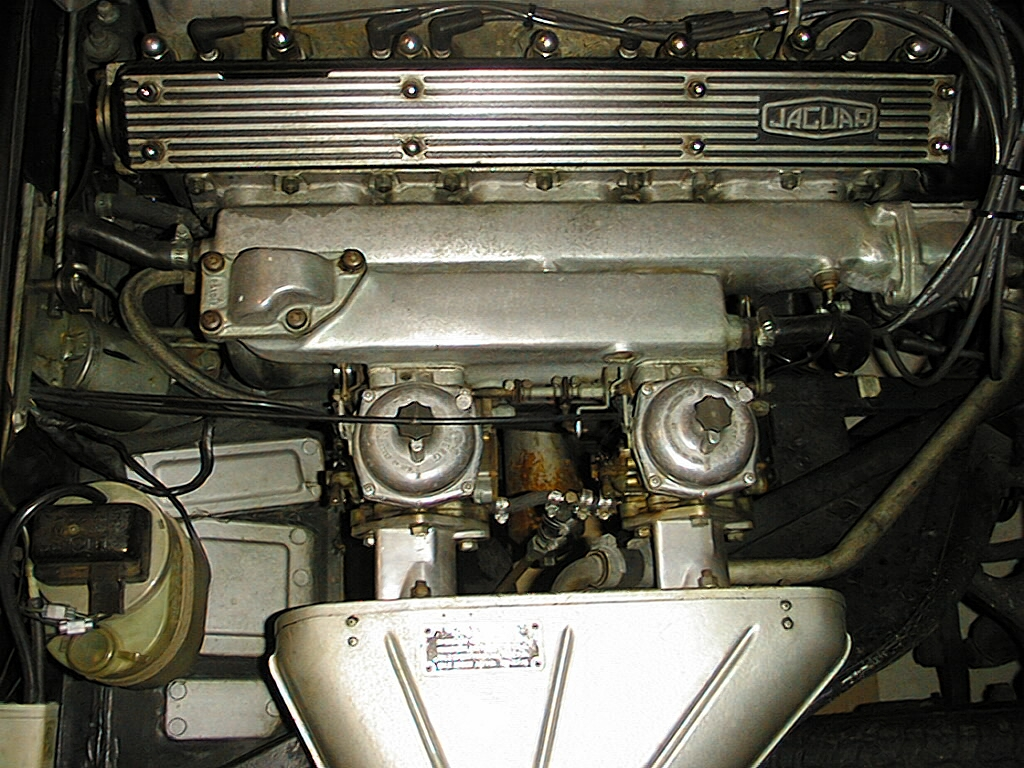
Carburateurs Zenith/Stromberg de fabrication britannique installés sur une Jaguar type E 6-cylindres 4.2L de 1969.

La Triumph Spitfire utilisait des carburateurs Zenith IV pour le marché nord-américain. En Australie, les modèles CD-150 et CDS-175 étaient montés sur la Holden Torana GTR-XU1, une voiture haute performance à triple carburateurs.
Conçu et développé par Denis Barbet (Standard Triumph) et Harry Cartwrite (Zenith) pour briser les brevets de SU, le carburateur Stromberg dispose d'un venturi variable contrôlé par un piston. Ce piston a une longue tige conique étalonnée (généralement appelée « aiguille ») qui s'adapte à l'intérieur d'un orifice (« jet ») qui admet le carburant dans le courant d'air passant par le carburateur. L'aiguille étant effilée, à mesure qu'elle monte et descend, elle ouvre et ferme l'ouverture dans le jet, régulant le passage du carburant, de sorte que le mouvement du piston contrôle la quantité de carburant délivrée, en fonction de la demande du moteur.
Le flux d'air passant à travers le venturi entraîne une diminution de la pression statique à l'intérieur du carburateur. Cette chute de pression est communiquée au côté supérieur du piston via un conduit. La face inférieure du piston étant soumise à la pression atmosphérique, la différence de pression entre les deux côtés du piston crée une force qui tend à soulever le piston. Cette force est compensée par le poids du piston et un ressort de compression comprimé lors de la montée du piston. La course du ressort fonctionnant sur une très petite partie de sa plage d'extension possible, sa force est quasi constante. Dans des conditions de régime permanent, les forces vers le haut et le bas sur le piston étant égales et opposées, le piston ne bouge pas.
Si le débit d'air dans le moteur augmente (en ouvrant le papillon ou en permettant aux cycles du moteur d'augmenter avec le papillon à un réglage constant) la chute de pression dans le venturi augmente. La pression au-dessus du piston chute également et le piston est aspiré vers le haut, augmentant la taille du venturi, jusqu'à ce que la pression dans le venturi revienne à son niveau nominal. De même, si le flux d'air dans le moteur est réduit, le piston redescend. Le résultat est que la chute de pression dans le venturi reste la même quelle que soit la vitesse du flux d'air — d'où le nom de « dépression constante » pour les carburateurs fonctionnant sur ce principe — le piston monte et descend en fonction de la vitesse du flux d'air.
La position du piston contrôlant celle de l'aiguille dans le jet, et donc son ouverture, tandis que la dépression dans le venturi aspirant le carburant hors du jet reste constante, le débit de carburant est toujours définie en fonction du débit d'air. La nature précise de la fonction est déterminée par le profil effilé de l'aiguille. Avec une sélection appropriée de l'aiguille, l'alimentation en carburant peut être adaptée beaucoup plus finement aux demandes du moteur que ce qui est possible avec un carburateur à venturi fixe plus commun. Ce dernier type de carburateur restant intrinsèquement inexact, sa conception doit incorporer de nombreux réglages complexes pour obtenir une précision dans l'alimentation en carburant. Au contraire dans un carburateur à dépression constante les conditions bien contrôlées dans lesquelles le jet fonctionne permettent d'obtenir une bonne et uniforme atomisation du carburant dans toutes les conditions de fonctionnement.
Cette nature d'auto-ajustement rend la sélection du diamètre de venturi maximum (familièrement, mais de manière inexacte, appelée « taille de starter ») beaucoup moins critique qu'avec un carburateur à venturi fixe.
Pour éviter les mouvements irréguliers et soudains, le piston est amorti par de l'huile légère dans un dashpot (sous le couvercle en plastique blanc sur la photo) qui nécessite un contrôle et un remplissage périodique.
Un inconvénient majeur du carburateur à dépression constante est son inefficacité relative dans les applications hautes performances. Puisque reposant sur la restriction du débit d'air pour produire un enrichissement pendant l'accélération, la réponse de l'accélérateur manque de mordant. En revanche, la conception du starter fixe ajoute du carburant supplémentaire dans ces conditions en utilisant sa pompe accélératrice.